# إدريس هادي صالح
الدكتور إدريس هادي صالح هو أكاديمي وسياسي عراقي كردي، ولد في أربيل سنة 1952.
حصل على شهادة البكالوريوس في الفيزياء من جامعة السليمانية عام 1976، ثم سافر إلى روسيا وحصل على شهادة الماجستير في هندسة الاتصالات من جامعة لينينغراد في سانت بطرسبرغ في عام 1982. حصل أيضًا على درجة الدكتوراه في هندسة الاتصالات (العلوم التقنية) في جامعة لينينغراد في عام 1985.
بعد عودته إلى العراق، شغل إدريس منصب ورئيس قسم الهندسة الكهربائية في كلية الهندسة في جامعة صلاح الدين خلال الفترة 1985-1990، كما شغل منصب رئيس جامعة صلاح الدين في أربيل خلال الفترة 1999-2000.
شغل مناصب مختلفة منها منصب وزير النقل والاتصالات السابق في حكومة إقليم كردستان للفترة 1992-1996، ثم وزير الصناعة والطاقة في حكومة إقليم كردستان سنة 1996، ثم وزير البلديات والسياحة في حكومة إقليم كردستان سنة 1998، ووكيل وزير التعليم العالي والبحث العلمي السابق في العراق للفترة 2004-2005.
شغل منصب وزير العمل والشؤون الاجتماعية في الحكومة العراقية الانتقالية للفترة من 3 أيار 2005 إلى 20 أيار 2006، كما شغل منصب وزير التعليم العالي والبحث العلمي في حكومة إقليم كردستان للفترة 2006-2009.
حاليا يشغل منصب رئيس لجامعة تيشك العالمية، وهو يشغل المنصب منذ عام 2016.
يتكلم الكردية والعربية والإنجليزية والروسية وبعض التركية.